# اسخرپن‌زیل، خلدرلاند
'اسخرپن‌زیل (به هلندی: Scherpenzeel) یک منطقهٔ مسکونی در هلند است که در خلدرلاند واقع شده‌است. اسخرپن‌زیل ۵ متر بالاتر از سطح دریا واقع شده‌است.